# Kerry-Lee Harrington
Pour les articles homonymes, voir Harrington.
Kerry-Lee Harrington, née le 21 mars 1986 à Durban, est une joueuse sud-africaine de badminton.

## Carrière
Kerry-Lee Harrington remporte aux Championnats d'Afrique en 2007 la médaille d'argent en simple dames et la médaille de bronze en double dames avec Stacey Doubell. Elle est aussi médaillée de bronze avec Stacy Doubell aux Jeux africains de 2007.
Elle dispute le tournoi de simple dames des Jeux olympiques d'été de 2008 à Londres ; elle est éliminée au deuxième tour.
Elle remporte aux Championnats d'Afrique 2009 la médaille d'argent en double dames avec Stacey Doubell puis la médaille de bronze en simple dames aux Championnats d'Afrique 2010. Elle est vice-championne d'Afrique de simple dames en 2011.